# Elezioni legislative in Svezia del 2006
Le elezioni legislative in Svezia del 2006 si tennero il 17 settembre per il rinnovo del Riksdag. Esse videro fronteggiarsi due schieramenti principali:
- Alleanza per la Svezia, costituita da Partito Moderato, Partito di Centro, Partito Popolare Liberale e Democratici Cristiani;
- Blocco Rosso-Verde, formato da Partito Socialdemocratico, Partito della Sinistra e Partito Ambientalista i Verdi.

In seguito alla vittoria di Alleanza per la Svezia, Fredrik Reinfeldt, espressione del Partito Moderato, divenne Ministro di Stato.

## Risultati
| Liste                                              | Voti      | %     | Seggi |
| -------------------------------------------------- | --------- | ----- | ----- |
| Partito Socialdemocratico dei Lavoratori di Svezia | 1 942 625 | 34,99 | 130   |
| Partito Moderato                                   | 1 456 014 | 26,23 | 97    |
| Partito di Centro                                  | 437 389   | 7,88  | 29    |
| Partito Popolare Liberale                          | 418 395   | 7,54  | 28    |
| Democratici Cristiani                              | 365 998   | 6,59  | 24    |
| Partito della Sinistra                             | 324 722   | 5,85  | 22    |
| Partito Ambientalista i Verdi                      | 291 121   | 5,24  | 19    |
| Democratici Svedesi                                | 162 463   | 2,93  | –     |
| Altri                                              | 152 551   | 2,75  | –     |
| Totale                                             | 5 551 278 | 100   | 349   |